# Lasqueti Island
Lasqueti Island gehört zum nördlichen Teil der Gulf Islands in der kanadischen Provinz British Columbia und liegt zwischen dem Festland und Vancouver Island, dort südwestlich der Südspitze von Texada Island.
Die Insel liegt in der Straße von Georgia und gehört zum Qathet Regional District. Sie erstreckt sich von Nordwest nach Südost und ist etwa 20 Kilometer lang sowie höchstens 5 Kilometer breit, bei einer Fläche von ungefähr 73 km². Von ihrer nordöstlichen Nachbarinsel Texada ist sie durch den Sabine Channel sowie einige kleinere Inseln, zu denen auch Jedediah Island gehört, getrennt. Der höchste Punkt der Insel ist der Trematon Mountain, mit eine Höhe von 336 m.
Eine richtige Ortschaft gibt es auf der Insel nicht. Der Schwerpunkt der Besiedlung liegt jedoch im Norden der Insel um den Fähranleger an der False Bay mit überwiegend Einzelbesiedlung. Hier legt die Personenfähre an, welche die Insel mit Parksville, dort dem Hafen von French Creek, auf Vancouver Island verbindet.

## Geschichte
1791 befuhr der Spanier José María Narváez, im Zusammenhang mit einer Expedition unter Leitung von Francisco de Eliza, auf der Santa Saturnina die Gegend, um sie zu kartieren. Damit wollte Spanien seinen Anspruch auf die Region untermauern. Narvaez benannte die hier gelegenen Inseln ursprünglich nach dem spanischen Konteradmiral Felix de Tejada und nach dem Heiligen Felix. Dabei erhielt zunächst das heutige Lasqueti Island als Isla de Texada den Namen des Konteradmirals, während das heutige Texada den Namen Islas de San Felix erhielt. Erst auf der Karte, die Eliza und Juan Carrasco erstellten, wurde der Name Texada auf die heutige Insel Texada verschoben und diese Insel erhielt den Namen Isla de Lasqueti, nach dem spanischen Marineoffizier Juan Maria Lasqueti.
Vor dem Eintreffen der ersten europäischen Entdecker und Siedler war die Insel jedoch bereits von First Nations, hauptsächlich der Sliammon, besiedelt.

## Demographie
Der Zensus im Jahr 2021 ergab für die Insel eine Bevölkerung von 498 Einwohnern, nachdem der Zensus im Jahr 2016 für die Gemeinde noch eine Bevölkerung von nur 399 Einwohnern ergeben hatte. Die Bevölkerung hat damit im Vergleich zum letzten Zensus im Jahr 2016 erheblich stärker als der Trend in der Provinz um 24,8 % zugenommen, während der Provinzdurchschnitt bei einer Bevölkerungszunahme von 7,6 % lag. Im letzten Zensuszeitraum von 2011 bis 2016 hatte die Bevölkerung noch deutlich gegen den Trend um 6,3 % abgenommen, bei einer durchschnittlichen Bevölkerungszunahme von 5,6 % in der Provinz.

## Infrastruktur
Die Infrastruktur der Insel ist nicht besonders ausgebaut. Die Straßen auf der Insel sind in der Regel nur geschottert und nicht geteert. Auch an das Stromnetz des öffentlichen Versorgers BC Hydro ist die Insel bisher nicht angeschlossen.

## Parks
Auf der Insel liegt, neben einem Naturschutzgebiet (dem Lasqueti Island Ecological Reserve), an der Südspitze der Insel auch einer der Provinzparks von British Columbia, der Squitty Bay Provincial Park. Unmittelbar westlich der Insel liegt der Jedediah Island Marine Provincial Park, der neben der namensgebenden Insel noch andere Inseln und Wasserflächen im Sabine Channel umfasst. Nördlich der Insel findet sich am Eingang zum Sabine Channel der Sabine Channel Marine Provincial Park, ein weiterer Provinzpark der zahlreiche kleine und kleinste Inseln mit den umgebenden Wasserflächen umfasst.